# Китайская месть
Кита́йская месть — по преданию, традиционный китайский метод борьбы с врагом при помощи аутоагрессивных действий (с целью ославить врага).
Основан на принципе Ли (理).
По наиболее распространённой версии, бедный китайский крестьянин, не имея никакой иной возможности отомстить своему богатому обидчику, повесился у того перед дверью (вариант: под окном).
Отсылки к «китайской мести» используются современными философами и психологами, зачастую в апологетическом ключе.
У Леонида Андреева упоминается как «японская месть».